# Los padecientes (película de 2017)
Los padecientes es una película argentina de 2017 del género thriller psicológico y suspense coescrita y dirigida por Nicolás Tuozzo. Basada en el libro homónimo de Gabriel Rolón, quien también coescribió el guion adaptado de la película, está protagonizada por Benjamín Vicuña, Eugenia Suárez, Nicolás Francella y Ángela Torres.

## Sinopsis
Pablo Rouviot, un reconocido psicoanalista, recibe a Paula Vanussi, una joven que le hace una petición bastante peculiar: el cuerpo de su padre, un poderoso empresario, fue encontrado asesinado a las orillas de una laguna, y su hermano, Javier, 22, un joven con serios problemas psicológicos, está acusado de haber perpetrado el crimen. Por tal razón Paula requiere del profesional para demostrar que dadas las condiciones de su hermano, es inimputable. Pero cuando Pablo accede a diagnosticar al paciente se da cuenta efectivamente que no solo es inimputable sino que también es físicamente incapaz de haber cometido dicho crimen.

## Reparto
- Benjamín Vicuña como Pablo Rouviot.
- Eugenia Suárez como Paula Vanussi
- Nicolás Francella como Javier Vanussi.
- Ángela Torres como Camila Vanussi.
- Pablo Rago como José "Gitano" Heredia.
- Luis Machín como Roberto Vanussi.
- Osmar Núñez como El Comandante.
- Justina Bustos como Luciana Vitali.
- Gabriel Rolón cómo el Dr. Rasseri

## Tráiler
Se confirmó entonces con el tráiler de la película que la cinta tiene previsto estrenarse el 27 de abril de 2017 con distribución de la empresa Fox.

## Recepción

### Comercial
La película en su estreno se ubicó entre las 5 más vistas, lanzada en más de 200 salas. En su recorrido comercial, fue vista por 301.234 espectadores, todo un éxito del cine argentino para la temporada 2017 ubicándose en el segundo puesto detrás de Nieve negra.

## Estreno
| Fechas de estreno |           |             |       |
| Año               | País      | Fecha       | Ref.  |
| 2017              | Argentina | 27 de abril | [ 5 ] |
| 2017              | Uruguay   | 4 de mayo   | [ 6 ] |
| 2017              | Paraguay  | 4 de mayo   | [ 7 ] |
| 2017              | Chile     | 22 de junio | [ 8 ] |